# Археолошка налазишта у Јагодини
На земљишту које данас обухвата општина Јагодина, као и њеној близини и околини, још у праисторијско доба струјао је живот о чему сведоче многи фосилизовани налази који се чувају у Завичајном музеју.
Пошто је већи део водене масе Панонског мора истекао Моравско-вардарском долином или Дунавом, средње-поморавски басен није и даље остао под пространом воденом површином Панонског језера, а у даљим фазама исушивања постао је независна водена целина, односно подручје прекривено са више самосталних баруштина. Током ових збивања упоредо се јавља и разнолики биљни и животињски свет, са данас потпуно изумрлим примерцима у чијој реконструкцији служе случајно нађени фосилни остаци, али још увек неизучени и релативне научне вредности.
Према картографском прегледу налаза фосила, најизразитију тачку представља подножје Ђурђевог брда окренуто према граду. Најзначајније познате налазе представљају фосилни остаци вилице динотеријума-гигантисимуса, нађени под Ђурђевим брдом и чија се старост процењује на око 1,5 милиона година, као и скелетни делови мамута нађени током ископа земље, стари око 100000 година, док се старост неких других одмиче и на пет милиона година. Међутим, иако потиче из геолошких слојева, тешко је за било који рећи да овде лежи од првих дана, јер је могуће да је нанесен са ерозивним материјалима, будући да се ради о деловима.
По свему судећи, најсигурнији аргумент у погледу фиксирања најниже просторне границе човековог кретања према котлини чине налази из старијег каменог доба (палеолита), на двадесет километара југозападно од Јагодине. Реч је о предметима материјалне културе носилаца који се могу сматрати савременицима Крапинског прачовека, са старошћу од око 100.000 година, чија насеобина на овом месту индицира да је водена површина досезала довде.
На основу бројних других показатеља, које пружају насеља млађег каменог доба, до интензивног насељавања котлинског дела долази тек пре око 8.000 година, што међутим није зависило само од услова тла, већ и од њиховог миграционог правца.
Положај праисторијских насеља условљавала су обично три фактора - да су изложена сунцу, заклоњена од ветрова и близу воде. Ово тло је обилато испуњавало све те услове, па се живот на њему рано јавља и траје у континуитету све до данас. Међутим, како прва два фактора имају исту вредност на целој површини, појединачни положај је махом зависио од воде коју је обезбеђивала Белица, а понегде и јачи извори.
Насеља млађег каменог доба се јављају на прелазу између алувијалних и делувијалних творевина, па их срећемо северније и јужније од Јагодине, вероватно отуда што је лучни венац западне косе чинило неплодно земљиште, док је дно равни често плавила Белица правећи га мочварним.
Прва насеља бронзаног доба су градинског типа смештена на вишим и неприступачним теренима. Тек пред крај овог периода живи се и на равним теренима када су заснована насеља у подножју Ђурђевог брда и код Матичне циглане.
Сличан механизам прати и гвоздено доба, па се нешто раније насеље јавља на Ђурђевом брду код Мајура, у подножју према реци Белици и на левој обали Лугомира. На тај период односи се и први запис о Поморављу који потиче од грчког историчара Херодота (484. - 425. година пре нове ере), који зна за Јужну и Велику Мораву али их сматра једном и назива их Бронгос.
Пре Римљана Поморавље су насељавали Илири (западни део) и Трачани (источни део). Касније долазе Келти који насељавају средишњи део котлине, непосредно око Мораве.
Римљани су током своје управе од 1. до 4. века оставили нешто богатије трагове разасуте на више места. Најзначајнију урбану целину чинио је њихов пут познат као Via Militaris са важним успутним станицама:  (Београд), Horeum Margi (Ћуприја), Naisus (Ниш) и даље према југу и истоку. Не мање значајну урбану целину чинио је и њихов пут који се пружао по линији Велика Морава - подножје Ђурђевог брда - Левач са мањим утврђењем (кастелом) у коме је боравила војничка посада и цивилно насеље, у појасу према реци у коме су живеле породице, занатлије и друго становништво. Као потврда овој тези су и три уметнички израђене главе од теракоте, нађене у Јагодини 1960. године. Иначе, археолози су у средњовековној жупи Белици регистровали тридесетак археолошких извора који недвосмислено указују на постојање насеља у овом крају.
Током сеобе народа од 3. до 7. века Поморавље пустоше, пале и пљачкају варварска племена, нарочито Хуни, Готи, Авари и Словени.
Моравску котлину без трагова живота, док се над њом формално успоставља управа Византије, Угара или Бугара.
Од откривених археолошких вредности у општини Јагодина и њеној околини, туристима се могу презентовати у Завичајном музеју у Јагодини. У овом музеју постоји стална поставка експоната која сведочи о вековном току живота и рада на овим просторима. Поред сталне поставке, организују се тематске изложбе, а самостално, или у сарадњи са другим установама, припремају се и штампају вредне публикације.
Јеринин град налази се на Јухору у Ивковачком прњавору. У близини је Ивковачки манастир.

## Налазишта из прелазног доба из бронзаног у гвоздено и из старијег гвозденог доба
- Багрдан, локалитет Крушар

Једнослојно насеље из прелазног периода, површине око 0,6 хектара, налази се на тераси у малој котлини реке Осаонице. Површинске налазе чине кућни леп и керамика. Археолошка грађа се чува у Завичајном музеју у Јагодини.
- Багрдан, локалитет Кућиште

Једнослојно градинско насеље старијег гвозденог доба Кућиште у Багрдану налази се на високој тераси изнад најужег дела Багрданске клисуре. Површинске налазе чине кућни леп и керамика. Археолошка грађа се чува у Завичајном музеју у Јагодини.
- Багрдан, локалитет Река

Вишеслојно насеље из прелазног периода и једнослојно насеље из старијег гвозденог доба Река-Градина, које захвата површину од приближно 1 хектара, налази се на једној тераси уз реку Осаоницу. Површинске налазе чине: кућни леп, ломљени камен, фрагменти керамике, животињске кости керамика. Археолошка грађа се чува у Завичајном музеју у Јагодини.
- Багрдан, локалитет Ћерамидиште

Вишеслојно насеље из прелазног периода и старијег гвозденог доба Ћерамидиште у Багрдану налази се у близини некадашњег ушћа Осаонице у Велику Мораву. Покретне археолошке налазе из прелазног периода и старијег гвозденог доба претежно чине керамика, ломљени камен и животињске кости. Знатно су малобројни предмети од метала, кости и камена. Археолошка грађа се чува у Завичајном музеју у Јагодини.
- Белица, локалитет Градина

Једнослојно градинско насеље старијег гвозденог доба Градина у Белици налази се на темену једног језичастог огранка Црног врха, који је природно заштићен клисурама река Белице и Јелице. Ова градина доминира природном комуникацијом кроз коју је у данашње време трасиран пут Јагодина – Крагујевац, као и комуникацијама које воде долинама Јелице и Белице. Археолошки налази су малобројни, а чине их керамички фрагменти и кућни леп. Са овог места потиче и један мањи бронзани келт. Археолошка грађа се чува у Завичајном музеју у Јагодини.
- Белица, локалитет Игралиште

Вишеслојно насеље из прелазног периода и једнослојно насеље из старијег гвозденог доба Игралиште у Белици налази се на пространој тераси у северозападном делу једне котлине реке Белице. Површина локалитета је око 2 хектара. Налази из старијег гвозденог доба налажени су спорадично. Највећи број налаза из прелазног периода чини керамика. Археолошка грађа се чува у Завичајном музеју у Јагодини.
- Бресје, локалитет Ђула

Једнослојно градинско насеље старијег гвозденог доба Ђула у Бресју налази се на платоу једног малог и ниског огранка Јухора, који доминира Бресјанским пољем, последњом котлином у долини Лугомира. Насеље на том месту са три стране је било заштићено стрмим падинама овог огранка Јухора, док се на четвртој страни, где је постајао природан улаз, налази се одбрамбени ров. Покретне налазе сачињавају кућни леп, ломљени камен, керамика и животињске кости. Нађен је и један метални предмет. Археолошка грађа се чува у Завичајном музеју у Јагодини.
- Буковче, локалитет Буковачка чесма

Вишеслојно насеље из прелазног периода и старијег гвозденог доба Буковачка чесма у Буковчу, површине приближно 1,5 хектара, налази се на северозападном делу јагодинског поља. Налазе чине кућни леп, керамика и предмети од метала, костију и камена. Археолошка грађа се чува у Завичајном музеју у Јагодини.
- Бунар, локалитет Гај-Новине

У наставку локалитета Стари Бунар у Бунару, на једној мањој тераси уз поток Стари бунар, евидентирано је вишеслојно насеље Гај-Новине из прелазног периода и старијег гвозденог доба. Покретне налазе сачињавају кућни леп и фрагменти керамике. Археолошка грађа се чува у Завичајном музеју у Јагодини.
- Бунар, локалитет Колиба Живојина Симића

Једнослојно насеље из прелазног периода Колиба Живојина Симића у Бунару налази се на левој обали потока Стари бунар. Налазе сачињавају кућни леп и фрагменти керамике. Археолошка грађа се чува у Завичајном музеју у Јагодини.
- Бунар, локалитет Рибњак-Звездана

Једнослојно насеље из старијег гвозденог доба Рибњак-Звездана у Бунару налази се на тераси поред десне обале реке Белице. Културни слој је танак и знатно оштећен. Спорадично је налажена керамика и кућни леп. Археолошка грађа се чува у Завичајном музеју у Јагодини.
- Бунар, локалитет Стари бунар

Велико вишеслојно насеље из прелазног периода Стари бунар налази се делом на тераси уз истоимени поток, а делом на благој коси, са десне стране потока. Захвата површину од око 15 хектара. Културни слој је знатно оштећен. Налазе сачињавају кућни леп, животињске кости и фрагменти керамике. Археолошка грађа се чува у Завичајном музеју у Јагодини.
- Винорача, локалитет Буре

Вишеслојно насеље из прелазног периода и старијег доба гвозденог доба Баре у Винорачи, површине око 5 хектара, налази се на неколико тераса уз десну обалу Штипљанске реке. Покретне налазе чине кућни леп, керамика и предмети од камена и костију. Археолошка грађа се чува у Завичајном музеју у Јагодини.
- Војска, локалитет Јеринин град

Градински локалитет Јеринин град у Војсци налази се на темену купасте узвишице на северном крају Багрданске клисуре. Налажена је само керамика из старијег гвозденог доба. Археолошка грађа се чува у Завичајном музеју у Јагодини.
- Врба, локалитет Липовик

Вишеслојно насеље из прелазног периода и старијег гвозденог доба Липовик у Врби налази се на природној заштићеној тераси изнад ушћа Врбског потока у Јелицу. Врбски поток протиче кроз расед који представља природну везу Јагодинског поља и долине реке Белице са Крагујевачком котлином и Левчем. Површина локалитета износи око 1,5 хектара. Покретне налазе сачињавају кућни леп, фрагменти керамике и предмети од камена. Археолошка грађа се чува у Завичајном музеју у Јагодини.
- Глоговац, локалитет Гробљиште

Једнослојно насеље из прелазног периода Гробљиште у Глоговцу налази се у средини терасе уз обалу Велике Мораве. Захвата површину од више хектара, али је материјал из прелазног периода спорадично налажен. Покретне налазе сачињавају кућни леп и фрагменти керамике. Археолошка грађа се чува у Завичајном музеју у Јагодини.
- Горњи Рачник, локалитет Збекче

Једнослојно градинско насеље старијег гвозденог доба Збекче у Горњем Рачнику налази се на тешко приступачној тераси изнад места Састав, где се спајају два потока који граде Рачничку реку . Површина локалитета износи око 1 хектар. Површинске налазе сачињавају кућни леп, керамика, ломљени камен и животињске кости. Археолошка грађа се чува у Завичајном музеју у Јагодини.
- Горњи Рачник, локалитет Река

Вишеслојно насеље из прелазног периода и једнослојно насеље из старијег гвозденог доба Река у Горњем Рачник. Површина насеља износи око 1 хектара. Налазе сачињавају кућног лепа, нађено је много фрагмената керамике. Археолошка грађа се чува у Завичајном музеју у Јагодини.
- Деоница, локалитет Брдо

Једнослојно насеље градинског типа из старијег гвозденог доба налази се на темену узвишења које доминира западним деловима Јагодинског поља и има површину од 1 хектара. Налазе чине керамика и животињске кости. Археолошка грађа се чува у Завичајном музеју у Јагодини.
- Деоница, локалитет Код топола

Једнослојно насеље из старијег гвозденог доба налази се на тераси на ободу Штипљанске реке. Површине је скоро 1 хектара. Налазе из старијег гвозденог доба чине кућни леп, фрагменти керамике и животињске кости. Археолошка грађа се чува у Завичајном музеју у Јагодини.
- Деоница, локалитет Савин поток

Једнослојно насеље из прелазног периода има површину од пола хектара. Налази се на ниској тераси уз Савин поток. Налазе чине кућни леп и керамика. Археолошка грађа се чува у Завичајном музеју у Јагодини.
- Добра Вода, локалитет Маркул

Једнослојно насеље из прелазног доба налази се на тераси уз Дубочку реку. Површине је приближно 1 хектара а налазе чине кућни леп, фрагменти керамике, животињске кости и ломљени камен. Археолошка грађа се чува у Завичајном музеју у Јагодини.
- Добра Вода, локалитет Павлов поток

Једнослојно насеље из прелазног периода има површину од приближно 1 хектара а налази се на тераси уз истоимени поток. Налазе чине кућни леп, фрагменти керамике и животињске кости. Археолошка грађа се чува у Завичајном музеју у Јагодини.
- Доње Штипље, локалитет Велике ливаде

Вишеслојно налазиште из прелазног периода има површину од 1 хектара а налази се на тераси уз Штипљанску реку. Налазе чине кућни леп, фрагменти керамике, ломљени камен и предмети од камена. Археолошка грађа се чува у Завичајном музеју у Јагодини.
- Доње Штипље, локалитет Вољавче

Вишеслојно налазиште из прелазног периода површине око 1.5 хектара а налази се на једној тераси у Багрданско-јагодинској удолини. Налазе чине кућни леп, фрагменти керамике, ломљени камен и предмети од камена. Археолошка грађа се чува у Завичајном музеју у Јагодини.
- Доње Штипље, локалитет Глигорац

Једнослојно насеље из прелазног периода има површину од пола хектара. Налази се на једној тераси изнад ушћа једног потока у Штипљанску реку. Налазе чине кућни леп, керамика и ломљени камен. Ту је нађено и једно бронзано длето. Археолошка грађа се чува у Завичајном музеју у Јагодини.
- Доње Штипље, локалитет Доња мала

Вишеслојно налазиште из прелазног периода, површине 1 хектара. Налази се уз ушће Јевтићког потока у Штипљанску реку. Налазе чине кућни леп и керамика. Археолошка грађа се чува у Завичајном музеју у Јагодини.
- Доње Штипље, локалитет Земљорадничка задруга

Вишеслојно налазиште из прелазног периода површине 1 хектара. Налази се уз ивицу веће терасе благо нагнуте према долини Штипљанске реке. Археолошка грађа се чува у Завичајном музеју у Јагодини.
- Доње Штипље, локалитет Злиски поток

Вишеслојно налазиште из прелазног периода површине 1 хектара. Налази се на ушћу Вучковског потока у Врановачки поток. И ово насеље лоцирано је покрај Багрданско-јагодинске удолине, природне комуникације којом се заобилазила Багрданска клисура. Налазе чине кућни леп, фрагменти керамике, ломљени камен и предмети од камена. Археолошка грађа се чува у Завичајном музеју у Јагодини.
- Доње Штипље, локалитет Коњска Доља

Вишеслојно налазиште из прелазног периода површине 1 хектара. Локалитет чине неколико степенасто распоређених тераса уз леву обалу Вољевачког потока. Културни слој је танак и доста оштећен. Налазе чине ломљени камен, керамика, кућни леп и животињске кости. Археолошка грађа се чува у Завичајном музеју у Јагодини.
- Доње Штипље, локалитет Липар

Једнослојно насеље из прелазног периода у Доњем Штипљу површине је од 3 хектара. У ствари насеље чине три насеља која су веома близу једна другом. Насеља су распоређена дуж Багрданско-јагодинске удолине. Налазе сачињавају кућни леп, керамика, животињске кости, предмети од камена и ломљени камен. Археолошка грађа се чува у Завичајном музеју у Јагодини.
- Доње Штипље, локалитет Липарска Мала

Једнослојно насеље из прелазног периода у Доњем Штипљу површине је око 0,5 хектара, налази се на једној тераси покрај Багрданско-јагодинске удолине. Налазе сачињавају керамика и ломљени камен. Археолошка грађа се чува у Завичајном музеју у Јагодини.
- Доње Штипље, локалитет Милићевска река

Вишеслојно насеље из прелазног периода и једнослојно насеље из гвозденог доба у Доњем Штипљу површине је од 6 хектара и простире се на тераси у проширењу Милићевске реке. Налазе сачињавају кућни леп, предмети од костију, камена и метала. Археолошка грађа се чува у Завичајном музеју у Јагодини.
- Доње Штипље, локалитет Панађуриште

Једнослојно насеље из прелазног периода у Доњем Штипљу површине је око 2 хектара. Налази се на тераси природно заштићеној коритима два потока. И ово насеље се налази покрај Багрданско-јагодинске удолине, природне комуникације којом се заобилазила Багрданска клисура. Налазе чине кућни леп, ломљени камен и керамика. Археолошка грађа се чува у Завичајном музеју у Јагодини.
- Доње Штипље, локалитет Ристићске куће

Вишеслојно насеље из прелазног периода и једнослојно насеље из старијег гвозденог доба површине је око једног хектара. Простире се на средишњој делу терасе уз Штипљанску реку. Налазе чине кућни леп и керамика. Археолошка грађа се чува у Завичајном музеју у Јагодини.
- Доње Штипље, локалитет Село плац

Једнослојно насеље из прелазног периода, површине 0,7 хектара. Налази се на благој коси изнад једне котлине Штипљанске реке. Налазе чине животињске кости, кућни леп и керамика. Археолошка грађа се чува у Завичајном музеју у Јагодини.
- Драгоцвет, локалитет Врбица

Вишеслојно насеље из прелазног периода и старијег гвозденог доба, површине је око 5 хектара. Налазиште је опасано коритима Белице, Јошаничко реке и Брештанског потока. Пронађена је једна земуница а налазе чине животињске кости, предмети од костију, предмети од камена и керамика. Археолошка грађа се чува у Завичајном музеју у Јагодини.
- Драгоцвет, локалитет Гробљиште

Једнослојно насеље из прелазног периода, површине око једног хектара. Налази се на нижој речној тераси на десној страни ушћа реке Јошанице у Белицу. Налазе чине керамика и кућни леп. Археолошка грађа се чува у Завичајном музеју у Јагодини.
- Дражмировац, локалитет Дражмировчић

Једнослојно насеље из старијег гвозденог доба, површине је скоро око једног хектара. Налази се на високој тераси која доминира удолином којом је са истока могуће обићи Багрданску клисуру. Налазе чине керамика и кућни леп. Археолошка грађа се чува у Завичајном музеју у Јагодини.
- Дубока, локалитет Бучина

Једнослојно насеље из прелазног периода, површине око 0,7 хектара. Налази се на тераси уз поток Бучина. На место где се налази природан улаз у ово насеље констатован је објекат у облику тумула. Налазе чине кућни леп, керамика и ломљени камен. Археолошка грађа се чува у Завичајном музеју у Јагодини.
- Дубока, локалитет Велики браник

Једнослојно градинско насеље из старијег гвозденог доба, површине је око једног хектара. Налази се на платоу брега који дубоко залази у једну котлину Дубочке реке. Налазе чине кућни леп, фрагменти керамика и животињске кости. Археолошка грађа се чува у Завичајном музеју у Јагодини.
- Дубока, локалитет Игралиште

Једнослојно насеље из прелазног периода, површине око једног хектара. Налази се на средишњем делу терасе, изнад ушћа Дубочке реке у Мораву. Налазе чине керамика и кућни леп. Археолошка грађа се чува у Завичајном музеју у Јагодини.
- Дубока, локалитет Јосићски поток — Церова коса

Једнослојно насеље из прелазног периода, површине око 0,1 хектара. Налази се на једној тераси у последњој клисури Дубочке реке. Положај и величина указују да је ово насеље служило као осматрачница према долини Велике Мораве и уједно штитило улаз у долину Дубочке реке, у којој је постојало више истовремених насеља. Налазе чине кућни леп и керамика. Археолошка грађа се чува у Завичајном музеју у Јагодини.
- Дубока, локалитет Кључ-Баре

Вишеслојно насеље из прелазног периода и из старијег гвозденог доба, површине око 3 хектара. Налази се на пространој тераси изнад напуштеног меандра Велике Мораве на јужном крају Багрданске клисуре. Налазе чине кућни леп, керамика, предмети од камена и костију и животињске кости. Археолошка грађа се чува у Завичајном музеју у Јагодини.
- Дубока, локалитет Мали браник

Једнослојно насеље из прелазног периода, површине око 0,3 хектара. Налази се на западном улазу у котлину, у којој је утврђено више истовремених насеља (Черова коса, Селиште, Бучина). Налазе чине леп и керамика. Археолошка грађа се чува у Завичајном музеју у Јагодини.
- Дубока, локалитет Селиште

Вишеслојно насеље из прелазног периода, површине 1,5 хектара. Налази се у средишњем делу котлине, поткрај ушћа Бучинског потока у Дубочку реку. Сви прилази овом локалитету заштићени су малим насеобинама: Церова коса, Бучина, Мали браник и другим. На средишњем делу локалитета испитана је основа неког архитектонског објекта и једна јама која представља силос у коме је нађена угљенисана пшеница. Археолошка грађа се чува у Завичајном музеју у Јагодини.